# Världsmästerskapen i bågskytte 1938
Världsmästerskapen i bågskytte 1938 arrangerades i London i Storbritannien mellan den 8 och 13 augusti 1938.

## Medaljsummering

### Recurve
| Event                          | Guld                                              | Silver                | Brons                  |
| Herrarnas individuella tävling | Frantisek Hadas (TCH)                             | Feliks Majewski (POL) | C. Smith (GBR)         |
| Damernas individuella tävling  | Nora Weston-Martyr (GBR) · Louise Nettleton (GBR) |                       | Janina Kurkowska (POL) |
| Herrarnas lag                  | Tjeckoslovakien                                   | Polen                 | Frankrike              |
| Damernas lag                   | Polen                                             | Storbritannien        | Sverige                |

### Medaljtabell
| Pl. | Nation          | Guld | Silver | Brons | Totalt |
| --- | --------------- | ---- | ------ | ----- | ------ |
| 1   | Storbritannien  | 2    | 1      | 1     | 4      |
| 2   | Tjeckoslovakien | 2    | -      | -     | 2      |
| 3   | Polen           | 1    | 2      | 1     | 4      |
| 4   | Frankrike       | -    | -      | 1     | 1      |
| 4   | Sverige         | -    | -      | 1     | 1      |